# ریوجی کوریبایاشی
ریوجی کوریبایاشی (انگلیسی: Ryoji Kuribayashi؛ زادهٔ ۹ ژوئیهٔ ۱۹۹۶) بازیکن بیسبال است.